# آوگیاس ۱۳۱۸۴
سیارک ۱۳۱۸۴ (به انگلیسی: 13184 Augeias، نامگذاری:1996TS49) سیزده هزار و صد و هشتاد و چهارمین سیارک کشف شده‌است که در ۴ اکتبر ۱۹۹۶ کشف شد.
قدر مطلق سیارک برابر ۹۳.۲ است.